# Jan Ollner
Jan Anders Vilhelm Ollner, född 25 april 1921 i Danderyds församling, död 20 februari 2020 i Lidingö distrikt, var en svensk direktör och civilingenjör. Han var 1948–1957 chef för SEK och 1969–1984 VD för SIS. Ollner invaldes som ledamot av Ingenjörsvetenskapsakademien 1973.
Jan Ollner valdes 1974 som ordförande för den europeiska standardieringsorganisationen CEN för perioden 1975-1977, trots att Sverige vid det tillfället ännu inte var medlem av EG.
Han valdes också senare som ISO Vice ordförande 1982-1984 där han verkade för ett ökat samarbete mellan ISO och den elektrotekniska standardiseringsorganisationen IEC.